# نیکولو دی پیرو لامبرتی
نیکولو دی پیِرو لامبِرتی (انگلیسی: Niccolò di Piero Lamberti؛ ۱۳۷۰ – ۱۴۵۱) یک مجسمه‌ساز، و معمار اهل ایتالیا بود.